# Anže Kopitar
Pour les articles homonymes, voir Kopitar.

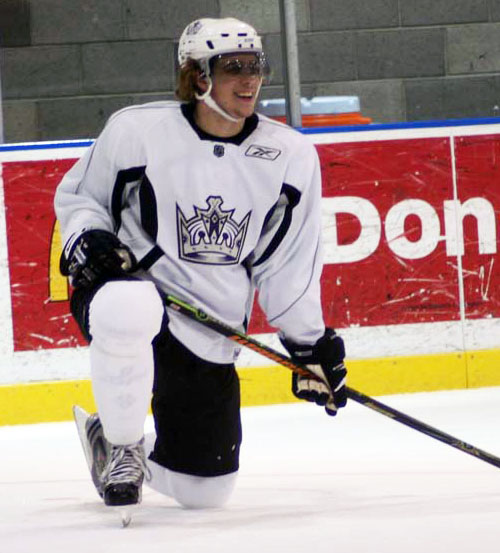
Kopitar avec les Kings de Los Angeles en avril 2007.

Anže Kopitar (né le 24 août 1987 à Jesenice en Slovénie) est un joueur professionnel de hockey sur glace slovène. Il évolue au poste de centre pour les Kings de Los Angeles, dont il est le capitaine.

## Biographie

### Carrière en club
Fils de Matjaž Kopitar, joueur et entraîneur de hockey sur glace, il commence sa carrière professionnelle en 2002 au HK HIT Casino Kranjska Gora en Championnat de Slovénie. En 2004, alors âgé de 17 ans, il quitte la Slovénie pour s'installer en Suède afin de poursuivre son développement au hockey. Il rejoint l'équipe junior du Södertälje SK puis joue la saison suivante ses cinq premières parties professionnelles en Elitserien.
Il est repêché par les Kings de Los Angeles en 1er tour, 11e au total, du repêchage d'entrée dans la LNH 2005, devenant ainsi le quatrième slovène à être repêché après Edo Terglav en 1998, Jure Penko en 2000 et Marcel Rodman en 2001 mais aussi celui choisi au plus haut rang de l'histoire de la ligue. Il était classé meilleur espoir pour le repêchage de 2005 par le European Scouting Service. La même année, il est repêché par les Pats de Regina, équipe de la Ligue de hockey de l'Ouest, au 59e rang lors de la séance de repêchage européen de la Ligue canadienne de hockey. Il choisit de rester en Suède, préférant jouer au niveau professionnel plutôt qu'en junior majeur.
Kopitar devient le tout premier Slovène à jouer dans la Ligue nationale de hockey le 6 octobre 2006, marquant deux fois au cours d'une défaite 4-3 des Kings contre les Ducks d'Anaheim. Dès le lendemain, il ajoute trois passes lors d'une victoire des Kings 4-1 contre les Blues de Saint-Louis. À la fin de la saison, il totalise 61 points, dont 20 buts et 41 assistances, en 72 parties et termine quatrième des votes pour l'obtention du trophée Calder remis à la meilleure recrue.
Lors de la saison 2007-2008 il réalise 77 points (32 buts et 45 assistances). Il est récompensé au sein des Kings en remportant le Bill Libby Memorial Award, remis au meilleur joueur de l'équipe.
Peu avant le début de la saison 2008-2009, il signe une prolongation de contrat de sept ans pour 47,6 millions de dollars avec les Kings. Il est également nommé assistant du capitaine Dustin Brown. Le 22 octobre 2009, il marque son premier tour du chapeau dans la LNH contre les Stars de Dallas.
Le 15 mars 2011, il joue son 325e match consécutif avec les Kings et dépasse Marcel Dionne pour le record des Kings du plus grand nombre de matchs consécutifs. Sa séquence s'arrête toutefois à 330 après avoir subi le 26 mars une blessure à une cheville qui lui fait manquer le reste de la saison régulière et les séries éliminatoires.
Le 11 juin 2012, il remporte Coupe Stanley après avoir battu les Devils du New Jersey 4 matchs à 2 en finale. Kopitar termine meilleur pointeur, buteur et passeur des séries éliminatoires. Comme tous les autres joueurs et membres du personnel de l'équipe gagnante, Kopitar a le droit de passer une journée avec la Coupe et il en profite pour l'amener en Slovénie.
La saison 2012-2013 est retardée en raison d'un lock-out et Kopitar rejoint le Mora IK, qui évolue en Allsvenskan, deuxième échelon suédois. Il retrouve son frère Gašper qui joue aussi pour cette équipe. Lorsque le lock-out prend fin, il a récolté un total de 34 points (10 buts et 24 aides) en 31 parties.
En 2013-2014, il termine avec 70 points et est finaliste du trophée Frank-J.-Selke du meilleur attaquant défensif de la ligue, honneur qui revient à Patrice Bergeron des Bruins de Boston. Lors des séries éliminatoires, il remporte une deuxième Coupe Stanley en trois ans avec les Kings après avoir vaincu les Rangers de New York 4 matchs à 1 en finale. Avec 26 points en autant de parties, il termine meilleur pointeur des séries. 
Le 16 janvier 2016, il accepte un contrat de huit ans pour 80 millions de dollars avec les Kings. À l'issue de la saison, il remporte le trophée Frank-J.-Selke ainsi que le trophée Lady Byng remis au joueur ayant le meilleur esprit sportif. Lors du mois de juin 2016, il est nommé capitaine des Kings en remplacement de Dustin Brown.
Le 6 mai 2021, lors d'un match contre les Coyotes de l'Arizona, il atteint les 1 000 points en carrière grâce à une assistance à Sean Walker.

### Carrière internationale
Kopitar prend régulièrement part aux compétitions internationales avec l'Équipe de Slovénie de hockey sur glace.

## Statistiques

### En club
| Saison     | Équipe                      | Ligue                 |       | Saison régulière | Saison régulière | Saison régulière | Saison régulière | Saison régulière |    | Séries éliminatoires | Séries éliminatoires | Séries éliminatoires | Séries éliminatoires | Séries éliminatoires |
| Saison     | Équipe                      | Ligue                 | PJ    | B                | A                | Pts              | Pun              | PJ               | B  | A                    | Pts                  | Pun                  |                      |                      |
| 2002-2003  | HK Jesenice Mladi           | Državno Prvenstvo Jr. | 16    | 12               | 10               | 22               | 4                | 4                | 3  | 2                    | 5                    | 4                    |                      |                      |
| 2002-2003  | HK HIT Casino Kranjska Gora | Državno Prvenstvo     | 11    | 4                | 4                | 8                | 4                | -                | -  | -                    | -                    | -                    |                      |                      |
| 2003-2004  | HK Jesenice Mladi           | Državno Prvenstvo Jr. | 20    | 30               | 24               | 54               | 16               | 5                | 2  | 4                    | 6                    | 0                    |                      |                      |
| 2003-2004  | HK HIT Casino Kranjska Gora | Državno Prvenstvo     | 21    | 14               | 11               | 25               | 25               | 4                | 1  | 1                    | 2                    | 0                    |                      |                      |
| 2004-2005  | Södertälje SK               | J18 Allsvenskan       | 1     | 1                | 2                | 3                | 0                | 1                | 0  | 0                    | 0                    | 2                    |                      |                      |
| 2004-2005  | Södertälje SK               | J20 Superelit         | 30    | 28               | 21               | 49               | 26               | 2                | 1  | 1                    | 2                    | 0                    |                      |                      |
| 2004-2005  | Södertälje SK               | Elitserien            | 5     | 0                | 0                | 0                | 0                | 10               | 0  | 0                    | 0                    | 0                    |                      |                      |
| 2005-2006  | Södertälje SK               | Elitserien            | 47    | 8                | 12               | 20               | 28               | -                | -  | -                    | -                    | -                    |                      |                      |
| 2005-2006  | Södertälje SK               | Hockeyallsvenskan     | -     | -                | -                | -                | -                | 10               | 7  | 4                    | 11                   | 6                    |                      |                      |
| 2006-2007  | Kings de Los Angeles        | LNH                   | 72    | 20               | 41               | 61               | 24               | -                | -  | -                    | -                    | -                    |                      |                      |
| 2007-2008  | Kings de Los Angeles        | LNH                   | 82    | 32               | 45               | 77               | 22               | -                | -  | -                    | -                    | -                    |                      |                      |
| 2008-2009  | Kings de Los Angeles        | LNH                   | 82    | 27               | 39               | 66               | 32               | -                | -  | -                    | -                    | -                    |                      |                      |
| 2009-2010  | Kings de Los Angeles        | LNH                   | 82    | 34               | 47               | 81               | 16               | 6                | 2  | 3                    | 5                    | 2                    |                      |                      |
| 2010-2011  | Kings de Los Angeles        | LNH                   | 75    | 25               | 48               | 73               | 20               | -                | -  | -                    | -                    | -                    |                      |                      |
| 2011-2012  | Kings de Los Angeles        | LNH                   | 82    | 25               | 51               | 76               | 20               | 20               | 8  | 12                   | 20                   | 9                    |                      |                      |
| 2012-2013  | Mora IK                     | Allsvenskan           | 31    | 10               | 24               | 34               | 14               | -                | -  | -                    | -                    | -                    |                      |                      |
| 2012-2013  | Kings de Los Angeles        | LNH                   | 47    | 10               | 32               | 42               | 16               | 18               | 3  | 6                    | 9                    | 12                   |                      |                      |
| 2013-2014  | Kings de Los Angeles        | LNH                   | 82    | 29               | 41               | 70               | 24               | 26               | 5  | 21                   | 26                   | 14                   |                      |                      |
| 2014-2015  | Kings de Los Angeles        | LNH                   | 79    | 16               | 48               | 64               | 10               | -                | -  | -                    | -                    | -                    |                      |                      |
| 2015-2016  | Kings de Los Angeles        | LNH                   | 81    | 25               | 49               | 74               | 16               | 5                | 2  | 2                    | 4                    | 2                    |                      |                      |
| 2016-2017  | Kings de Los Angeles        | LNH                   | 76    | 12               | 40               | 52               | 28               | -                | -  | -                    | -                    | -                    |                      |                      |
| 2017-2018  | Kings de Los Angeles        | LNH                   | 82    | 35               | 57               | 92               | 20               | 4                | 1  | 1                    | 2                    | 0                    |                      |                      |
| 2018-2019  | Kings de Los Angeles        | LNH                   | 81    | 22               | 38               | 60               | 30               | -                | -  | -                    | -                    | -                    |                      |                      |
| 2019-2020  | Kings de Los Angeles        | LNH                   | 70    | 21               | 41               | 62               | 16               | -                | -  | -                    | -                    | -                    |                      |                      |
| 2020-2021  | Kings de Los Angeles        | LNH                   | 56    | 13               | 37               | 50               | 10               | -                | -  | -                    | -                    | -                    |                      |                      |
| 2021-2022  | Kings de Los Angeles        | LNH                   | 81    | 19               | 48               | 67               | 14               | 7                | 1  | 3                    | 4                    | 2                    |                      |                      |
| 2022-2023  | Kings de Los Angeles        | LNH                   | 82    | 28               | 46               | 74               | 4                | 6                | 2  | 5                    | 7                    | 0                    |                      |                      |
| 2023-2024  | Kings de Los Angeles        | LNH                   | 81    | 26               | 44               | 70               | 22               | 5                | 1  | 2                    | 3                    | 4                    |                      |                      |
| Totaux LNH | Totaux LNH                  | Totaux LNH            | 1 373 | 419              | 792              | 1 211            | 344              | 97               | 25 | 55                   | 80                   | 45                   |                      |                      |

### En équipe nationale
| Année | Évènement                               |   | PJ | B  | A  | Pts | Pun | +/-                           |  | Résultat |
| 2003  | Championnat du monde moins de 18 ans D1 | 5 | 2  | 1  | 3  | 0   | -5  | 3e de la division 1 groupe A  |  |          |
| 2004  | Championnat du monde moins de 18 ans D1 | 5 | 6  | 2  | 8  | 0   | +3  | 2e de la division 1 groupe A  |  |          |
| 2004  | Championnat du monde junior D1          | 5 | 1  | 1  | 2  | 0   | +1  | 3e de la division 1 groupe A  |  |          |
| 2005  | Championnat du monde moins de 18 ans D1 | 5 | 6  | 5  | 11 | 14  | -1  | 2e de la division 1 groupe A  |  |          |
| 2005  | Championnat du monde junior D1          | 5 | 10 | 3  | 13 | 6   | +8  | 2e de la division 1 groupe B  |  |          |
| 2005  | Championnat du monde                    | 6 | 1  | 0  | 1  | 2   | -6  | 14e de l'élite                |  |          |
| 2006  | Championnat du monde junior D1          | 5 | 5  | 1  | 6  | 4   | +3  | 3e de la division 1 groupe A  |  |          |
| 2006  | Championnat du monde                    | 6 | 3  | 6  | 9  | 2   | -2  | 16e de l'élite                |  |          |
| 2007  | Championnat du monde D1                 | 5 | 1  | 13 | 14 | 2   | +9  | 1er de la division 1 groupe B |  |          |
| 2008  | Championnat du monde                    | 5 | 3  | 1  | 4  | 2   | -1  | 15e de l'élite                |  |          |
| 2014  | Jeux olympiques                         | 5 | 2  | 1  | 3  | 4   | +4  | 7e place                      |  |          |
| 2015  | Championnat du monde                    | 7 | 1  | 3  | 4  | 0   | -2  | 16e de l'élite                |  |          |

## Trophées et honneurs personnels

### Ligue nationale de hockey
- 2006-2007 : participe au match des jeunes étoiles de la LNH
- 2007-2008 : participe au 56e Match des étoiles de la LNH (1)
- 2010-2011 : participe au 58e Match des étoiles de la LNH (2)
- 2011-2012 : champion de la coupe Stanley avec l'équipe 2011-2012 des Kings de Los Angeles (1)
- 2013-2014 : champion de la coupe Stanley avec l'équipe 2013-2014 des Kings de Los Angeles (2)
- 2014-2015 : participe au 60e Match des étoiles de la LNH (3)
- 2015-2016 : 
  - remporte le trophée Frank-J.-Selke du meilleur attaquant défensif (1)
  - remporte le trophée Lady Byng du joueur au meilleur esprit sportif (1)
- 2017-2018 : 
  - participe au 63e Match des étoiles de la LNH (4)
  - remporte le trophée Frank-J.-Selke du meilleur attaquant défensif (2)
- 2019-2020 : participe au 65e Match des étoiles de la LNH (5)
- 2021-2022 : récipiendaire du trophée Mark-Messier
- 2022-2023 : remporte le trophée Lady Byng (2)

## Roller in line hockey
Kopitar a également pratiqué le roller in line hockey dans le championnat de Slovénie.

### Statistiques
| Saison | Équipe        | Ligue         |   | PJ | B | A  | Pts | PUN |
| ------ | ------------- | ------------- | - | -- | - | -- | --- | --- |
| 2005   | Kranjska Gora | Ligue Slovène | 4 | 4  | 1 | 5  | 1,3 |     |
| 2006   | Kranjska Gora | Ligue Slovène | 4 | 4  | 8 | 12 | 1,3 |     |
| 2007   | Kranjska Gora | Ligue Slovène | 1 | 1  | 5 | 6  | 0   |     |